# Храм Успения Пресвятой Богородицы (Алмалык)
Храм Успе́ния Пресвято́й Богоро́дицы — действующий православный храм Ташкентской и Узбекистанской епархии Среднеазиатского митрополичьего округа Русской православной церкви, расположенный в городе Алмалык.
Молитвенный дом заложен в 1977 году, храм заложен в 1987 году, построены в 1988, освящён епископом Ташкентским и Среднеазиатским Львом 28 августа 1988 года в честь Успения Божией Матери, рассчитан на 500 прихожан, по штату при храме положен один священник, престольный праздник 28 августа.

## История
История прихода начинается с основания города Алмалыка. Именно тогда появляется потребность прихожан в храме. В 1977 году был заложен храм. Сначала был открыт маленький молитвенный дом, а затем он был расширен.
Первое упоминание о молитвенном доме появилось в 1978 году, когда и было закончено строительство храма. Русская православная община же появилась в 1987 году.
Строить же новый храм начали в 1987 году, а закончили 1988 году. Это небольшое кирпичное здание с пристроенной колокольней.
Храм представляет собой прямоугольное в плане здание. В нём есть и иконостас, и молельный зал, и хоровой балкон, на котором пою певчие. Вход с одного из уровней, расположенных на колокольне.
Большой вклад в расширение храма внес один из первых священников - Георгий Монжош.
В храме на службе можно увидеть не так много прихожан: от 20 до 30 в будни, а в праздники 90.
Первоначально храм находился в ведении Ташкентской и Среднеазиатской епархии, сейчас Ташкентской и Узбекистанской епархии.
Поскольку храм находится далеко от центра города, то лучше всего взять такси.

## Священнослужители
- с 1987 по 1989 настоятель — протоиерей Георгий Монжош
- с 1990 по 2007 настоятель — протоиерей Виталий Бирюков
- с 2008 по 2015 настоятель — иерей Игорь Скорик
- с 2015 настоятель — игумен Григорий (Палехов)
- с 2016 по 2019 настоятель — протоиерей Валерий Бостон
- с 2020 настоятель — иерей Павел Былин

## Фото

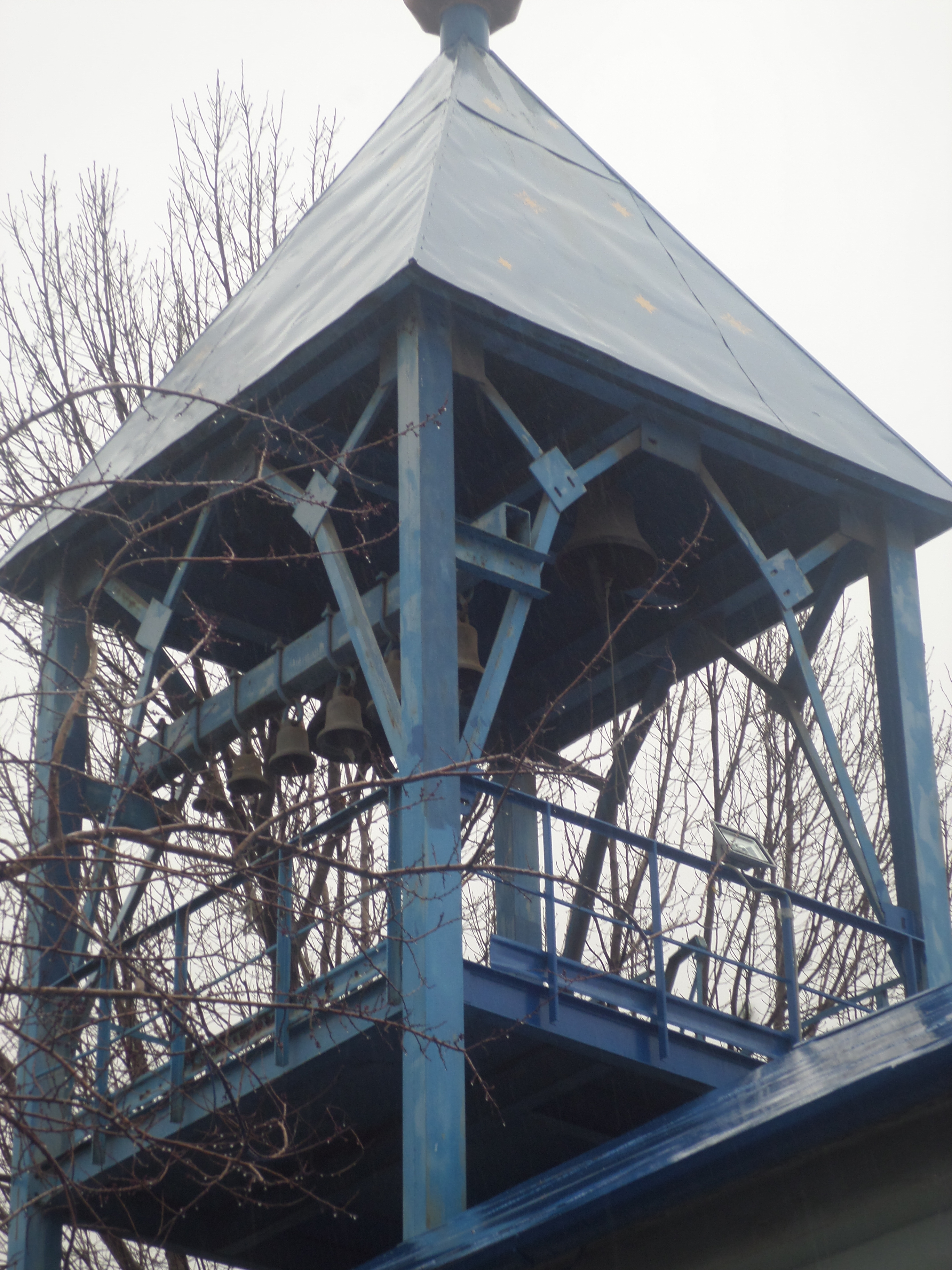
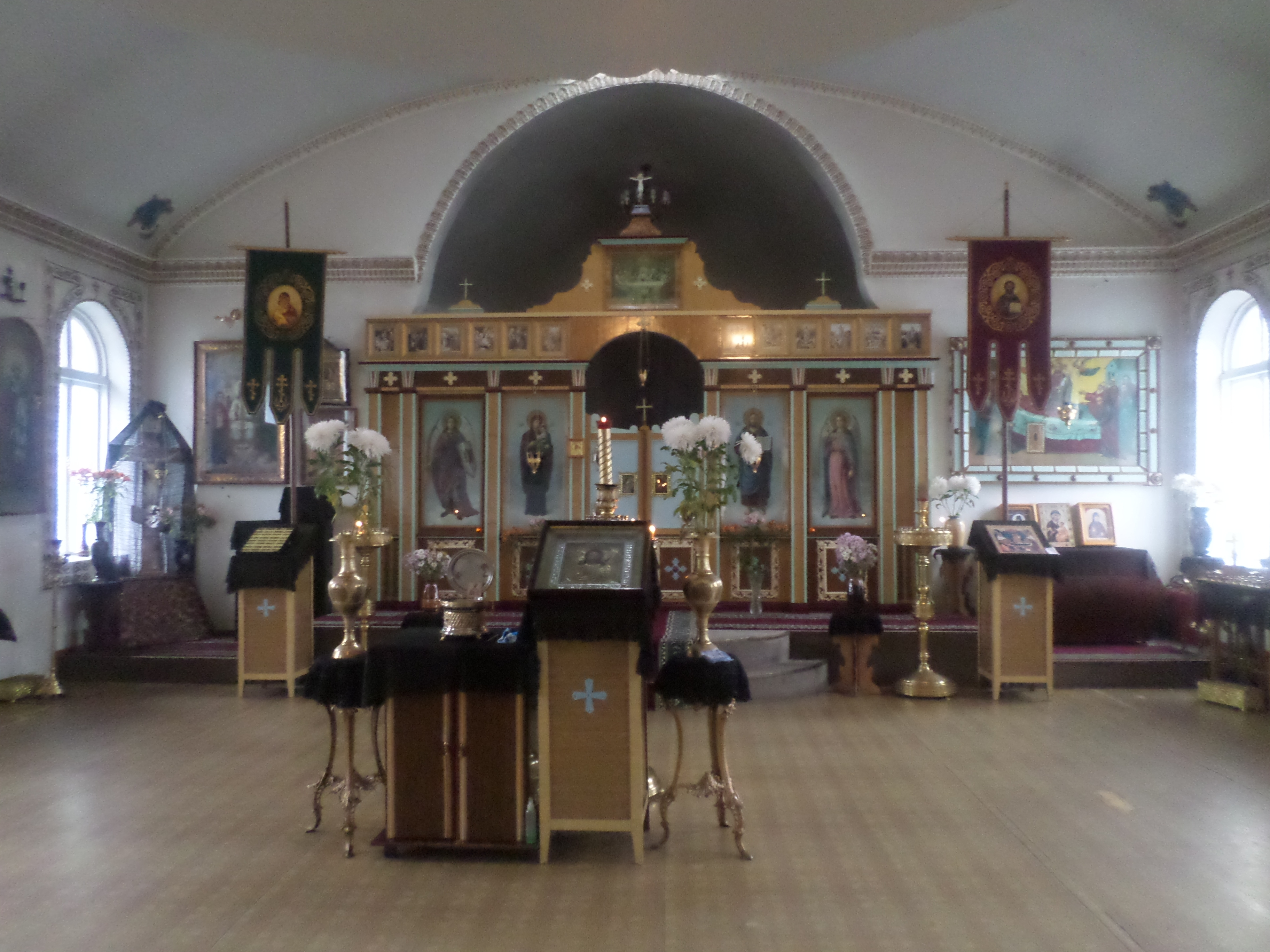
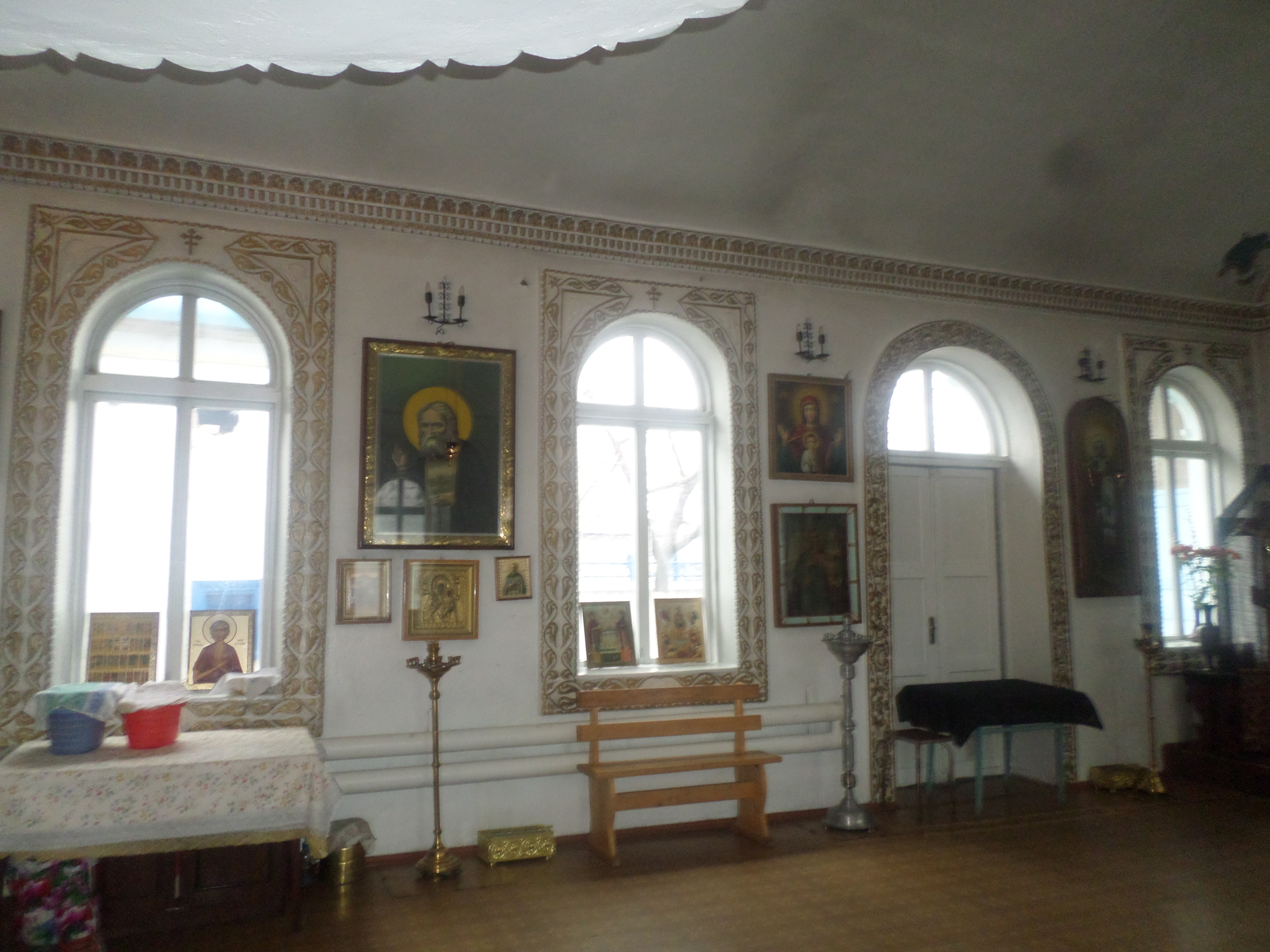
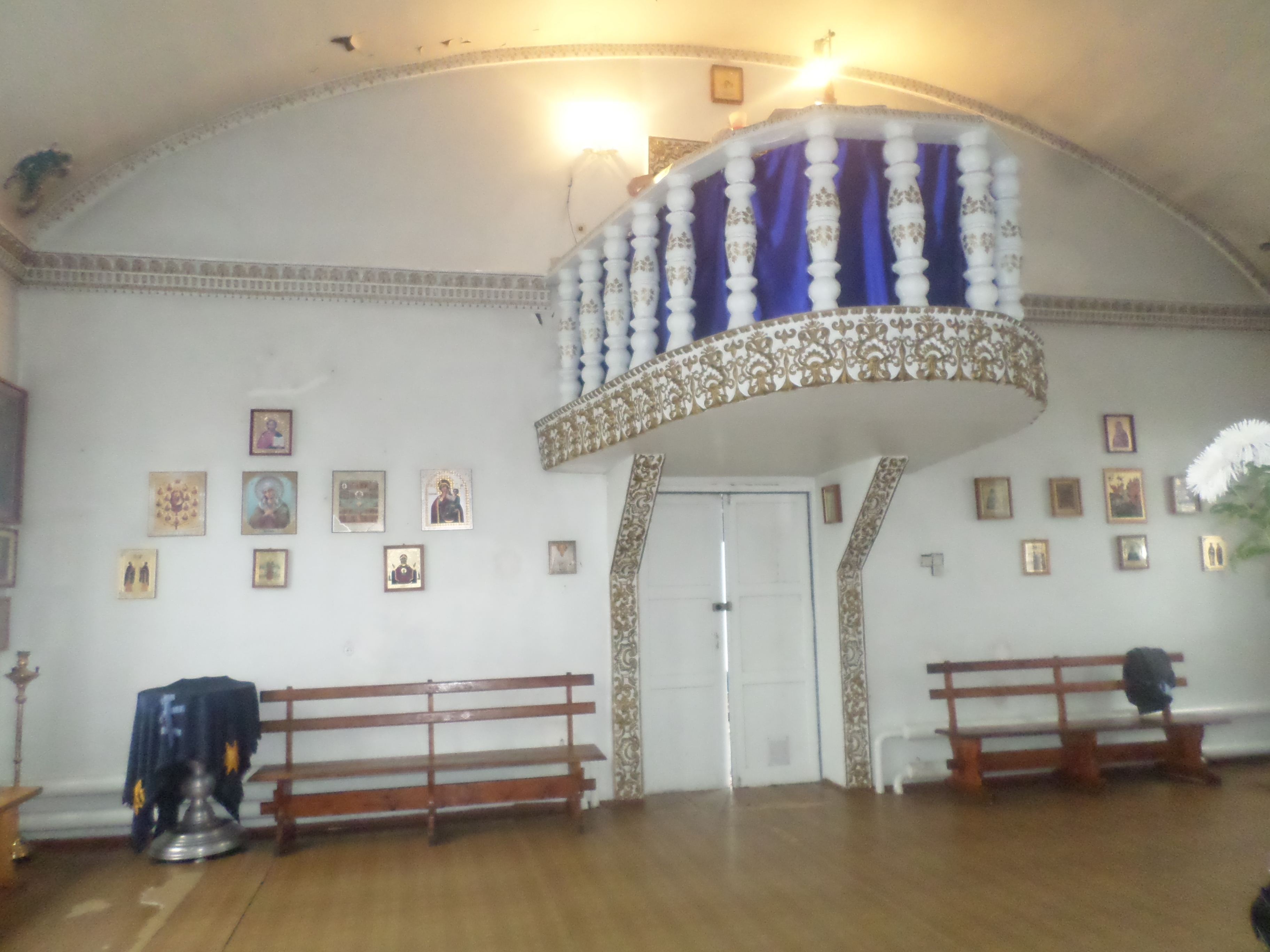